# Otto anziani del Partito Comunista Cinese
Gli otto anziani del Partito Comunista Cinese, ufficialmente gli Otto grandi ufficiali eminenti (八大元老S, Bā dà yuán lǎoP), conosciuti anche come gli Otto Immortali, furono otto dirigenti del Partito degli anni '80-'90, protagonisti dell'apertura al libero mercato. Quella degli "Otto immortali" è una chiara allusione alle otto divinità taoiste.
Gran parte degli "otto anziani" componeva la Commissione consultiva centrale. Segue una lista degli anziani:
- Deng Xiaoping (1904-1997), leader supremo dal 1978, presidente della Commissione Militare Centrale dal 1981 al 1989, presidente della Commissione consultiva centrale dal 1982 al 1987.
- Li Xiannian (1909-1992), presidente della Repubblica popolare cinese dal 1983 al 1988.
- Chen Yun (1905-1995), presidente della Commissione consultiva centrale dal 1987 al 1992.
- Peng Zhen (1902-1997), presidente del Congresso nazionale del popolo dal 1983 al 1988.
- Yang Shangkun (1907-1998), presidente della Repubblica popolare cinese dal 1988 al 1993.
- Bo Yibo (1908-2007), vicepresidente della Commissione consultiva centrale dal 1982 al 1992.
- Wang Zhen (1908-1993), vicepresidente della Commissione consultiva centrale dal 1982 al 1988.
- Song Renqiong (1909-2005), vicepresidente della Commissione consultiva centrale dal 1982 al 1992.

Alcuni considerano anche Li Peng e Deng Yingchao politici dallo status equiparabile a quello degli Otto Anziani. I discendenti degli "Otto Immortali" vengono soprannominati I Principini o anche Partito del Principe erede.